# 大元帅府码头

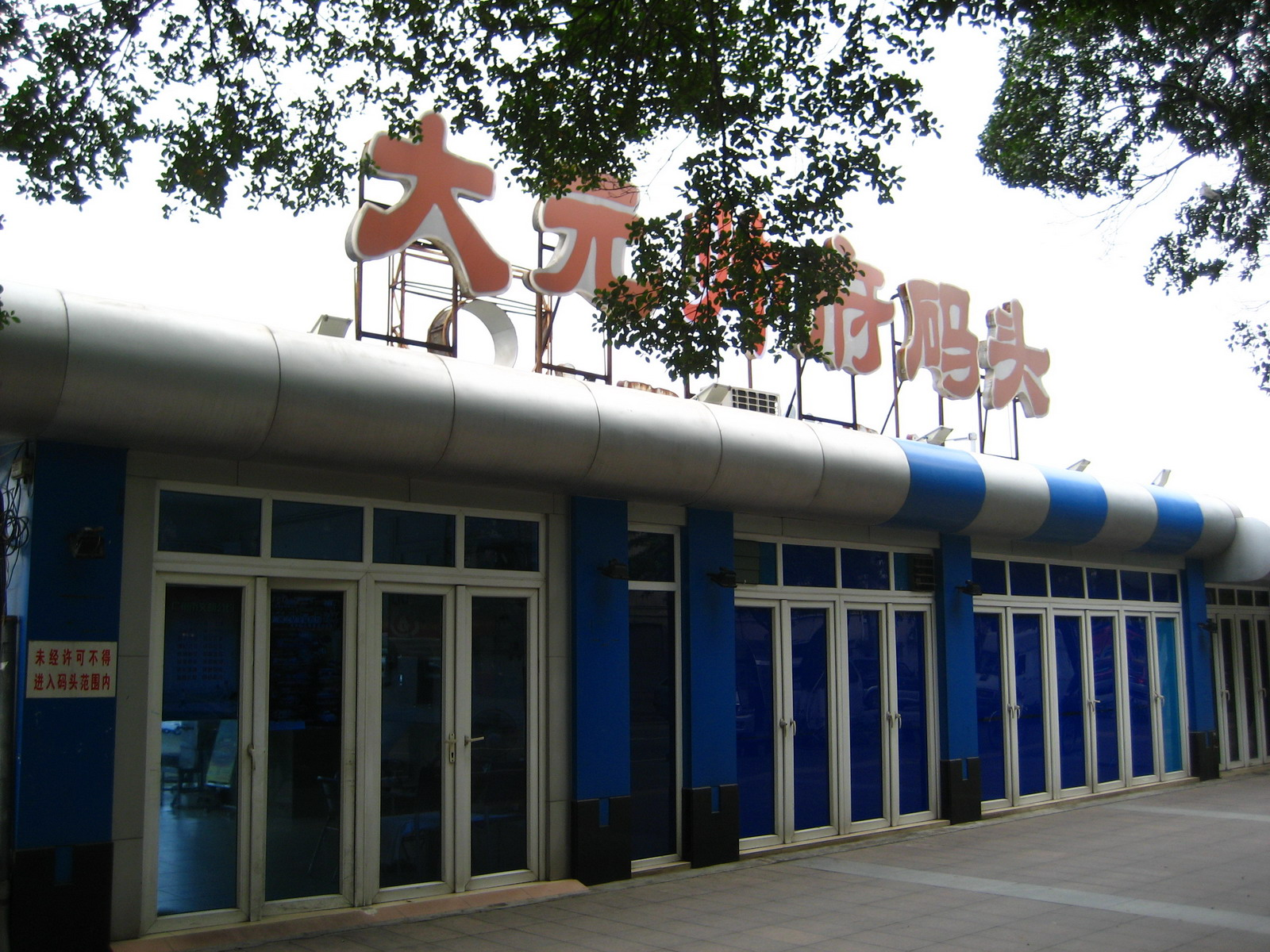
大元帥府碼頭

大元帥府碼頭，原名為石涌口碼頭，是中國廣州市海珠區珠江沿岸的一個客運渡輪碼頭。位於河南濱江東路江灣大橋側。

## 歷史
大元帥府碼頭，以前是廣東士敏土廠（即Cement，水泥）的運輸的碼頭。廣東士敏土廠當時是中國的第二大水泥廠，建於1907年。1917年，孫中山被選舉為中華民國軍政府海陸軍大元帥，選擇位於珠江南岸的石涌口的廣東士敏土廠作大元帥府。後來，孙中山曾離職，在石涌口碼頭乘船前往上海。1923年，驅逐陳炯明後，孫中山重返廣州，亦在此處登岸，重建大元帥府。而大元帥府前的石涌口碼頭曾停靠孫中山的總統坐艦永豐艦（後來改名為“中山艦”）。在上世紀七、八十年代，曾經經營石涌口碼頭至東堤碼頭的過江渡輪航線，在江灣大橋開通後停辦。
廣州市客輪公司後來申报，把石涌口碼頭改名為大元帥府碼頭。

## 航綫
目前有一条水巴航线（S2航线）停靠该码头，为廣州塔碼頭至芳村碼頭。同時此码头亦被作为停泊游船用。
23°6′49.68″N 113°16′26.77″E / 23.1138000°N 113.2741028°E